# Stiphropus gruberi
Stiphropus gruberi es una especie de araña del género Stiphropus, familia Thomisidae.

## Distribución
Se distribuye por Indonesia (Sumatra).

## Taxonomía
Fue descrita por Ono en 1980.
Tratamiento taxonómico
La especie aparece registrada y publicada en Thomisidae aus dem Nepal-Himalaya. III. Das Genus Stiphropus Gerstaecker 1873, mit Revision der asiatischen Arten (Arachnida: Araneae). Senckenbergiana Biologica 61: 57–76.